# Черники (Крупицкий сельсовет)
Черники (бел. Чэ́рнікі) — деревня в Минском районе Минской области Беларуси. В составе Крупицкого сельсовета.

## География
Расположена на дороге Н9038.
Ближайшие населённые пункты Закружка, Крупица, Самуэлево и др.

## Население

### Численность
- 2009 год — 25 человек

### Динамика
- 1999 год — 30 человек (перепись населения)
- 2009 год — 25 человек (перепись населения)[2]